# Sistema de ida e volta
Nos esportes (particularmente no futebol), um sistema de ida e volta é uma disputa entre duas equipes que compreende duas partidas ou "mãos", com cada equipe sendo o time da casa em uma mão. A equipe vencedora geralmente é determinada pela placar agregado, a soma das pontuações das duas mãos. Por exemplo, se as pontuações das duas etapas forem:
- Primeira mão: Time A 4–1 Time B
- Segunda mão: Equipe B 2–1 Equipe A

Então a pontuação agregada será Time A 5–3 Time B, o que significa que o time A vence a disputa. Em algumas competições, uma disputa é considerada empate se cada equipe vencer uma partida, independentemente do placar agregado. Sistema de ida e volta pode ser usado em playoffs .
Na América do Norte, o termo equivalente é home-and-home series ou, se decidido por agregado, série de dois jogos com total de gols .

## Uso
.No futebol, o sistema de ida e volta é usado nas fases posteriores de muitos torneios internacionais de clubes, incluindo a Liga dos Campeões da UEFA e a Copa Libertadores ; em muitas competições de copas domésticas, incluindo a Coppa Italia e a Copa del Rey ; nos play-offs da liga nacional, incluindo os play-offs da EFL  ; e nos playoffs da seleção nacional em alguns torneios de qualificação, incluindo a qualificação para a Copa do Mundo da FIFA.
No basquete, as duas principais competições europeias de clubes, a Euroliga e a Eurocopa, usam empates em duas mãos nas rodadas de qualificação que determinam os clubes que avançam para a fase de grupos de cada competição. Eurocup também usa empates a duas mãos em sua rodada das quartas de final, que será uma fase separada da competição a partir de 2009–10. A liga francesa Pro A usou empates em duas mãos em todas as rodadas do playoff, exceto na final única, até a temporada 2006-07. Naquela época, todas as rodadas do playoff que antecederam a final, que permaneceu uma única partida em 2011-12, foram alteradas para a série melhor de três. A final mudou para melhor de cinco a partir de 2012–13.

## Desempate
Se a pontuação agregada estiver empatada após as duas mãos, vários métodos podem ser usados para desempatar. Pela regra dos gols fora de casa, avança o time que marcou mais gols fora de casa. Se os gols fora de casa forem iguais, ou não forem considerados, o empate poderá ser decidido na prorrogação e/ou na disputa por pênaltis . Os replays, no local da segunda mão ou em um local neutro, costumavam ser usados nas competições europeias de clubes. Na Liguilla (playoffs) da Primera División de México, avança o time com melhor recorde na temporada regular; algumas ligas levam em consideração o histórico das duas equipes uma contra a outra. Nos playoffs de promoção na Série B da Itália (que não ocorrem necessariamente em uma determinada temporada), os empates em duas mãos que estiverem empatados no total no final do tempo regulamentar da segunda mão vão para a prorrogação (os gols fora de casa não são usados) ; se o empate permanecer empatado após a prorrogação, avança o time que terminou em primeiro lugar na tabela de classificação.

## Vantagem do segundo jogo em casa
Cada equipe hospeda uma partida e não há vantagem pretendida se uma equipe jogar em casa primeiro ou segundo. Porém, muitos dirigentes e jogadores acreditam que o time que joga em casa pela segunda mão leva uma leve vantagem. O pensamento é que o time que joga fora no jogo de ida pode jogar seguro lá (um empate ou mesmo uma leve derrota é considerado um resultado favorável), e assim “vencer” o empate em casa no jogo de volta. Além disso, hospedar a segunda partida também oferece uma vantagem, já que o time anfitrião pode jogar a prorrogação ou a disputa de pênaltis em seu estádio, se um desempate for necessário.
Uma análise estatística de cerca de 12.000 jogos das competições europeias de clubes entre 1956 e 2007 mostrou que cerca de 53% das equipas que jogam em casa na segunda mão venceram a eliminatória (mesmo descontando o facto de as equipas que jogam em casa na segunda mão tenderem a ser times melhores).
No caso dos playoffs intercontinentais da Copa do Mundo, o time que joga a segunda mão em casa venceu 61% dos empates.
Em muitas competições em que os empates a duas mãos envolvem equipes classificadas e não classificadas, a equipe classificada recebe a vantagem de jogar em casa na segunda mão. Por exemplo, nos oitavos-de-final da UEFA Champions League, o vencedor do grupo joga a segunda mão em casa contra o segundo classificado do grupo. Nos play-offs da fase a eliminar da UEFA Europa League e da UEFA Europa Conference League, o segundo classificado do grupo joga a segunda mão em casa contra o terceiro classificado da competição superior da fase de grupos, enquanto nos oitavos-de-final, os vencedores do grupo jogue a segunda mão em casa contra os vencedores dos playoffs da fase eliminatória.
Até a edição de 2016 da Copa do Brasil, nas duas primeiras rodadas que eram disputadas a duas mãos, caso o time visitante vencesse o jogo de ida por dois ou mais gols, passaria direto para a próxima fase sem precisar jogar. a segunda mão que jogariam em casa. No entanto, a segunda mão ainda teria de ser disputada se a equipa da casa vencesse a primeira mão por dois ou mais gols.

## Alternativas
Em competições eliminatórias, as alternativas ao sistema de ida e volta incluem:
- Jogo único,
  - seja onde um time tem a vantagem de jogar em casa, como em todas as rodadas da FA Cup, exceto nas semifinais e finais. Quando um replay é necessário, ele pode ser jogado na casa do time adversário. Os empates a duas mãos são vistos como mais justos, uma vez que não dão vantagem de casa a nenhuma das equipas; ao contrário, na Liga Nacional de Futebol, a vantagem de jogar em casa é uma recompensa por ser o melhor cabeça-de-chave ou, na primeira rodada do wild card, vencer a divisão.
  - ou jogado em um local neutro, como na partida final de muitos torneios, incluindo a final da Liga dos Campeões da UEFA, as semifinais e a final da FA Cup e o Super Bowl da NFL. Locais neutros podem ser inconvenientes para os torcedores de um time viajarem e, devido a isso e aos preços muito mais altos para um evento tão marcante, um campeonato em um local neutro geralmente atrai uma multidão de natureza muito diferente da multidão em uma temporada regular. concurso. Se o local for escolhido antes que os times que jogam sejam conhecidos, é possível que o time que normalmente joga no campo neutro chegue à partida: um exemplo é a final da Copa da Europa de 1984, onde o Liverpool FC jogou contra a AS Roma no Stadio Olimpico, Roma's casa (apesar disso, a Roma havia sido sorteada como equipe técnica visitante para esta partida).
- série melhor de 3,5 ou 7, onde a equipe que vencer mais partidas vence a série. Estes são comuns nas principais ligas esportivas canadenses e americanas; os jogos não podem ser empatados e as séries são tipicamente melhores de 3, 5 ou 7, embora às vezes sejam usadas séries de 9 jogos. Essas séries são normalmente estruturadas com sedes alternadas para que o time de classificação mais alta ganhe o jogo extra (se necessário).